# Pave Johannes 3.
Pave Johannes 3. (død 13. juli 574) var pavef ra 17. juli 561 til sin død i 574. Han blev født i Rom i en fornem familie. Liber Pontificalis nævner ham som søn af en Anastasius. Hans fader havde titlen illustris, og har sandsynligvis været vir illustris ("illustrationsmand", et højrangerende af Det romerske Senat). Ifølge historikeren Evagrius var hans fødenavn Catelinus, men han tog navnet Johannes efter at han tiltrådte paveembedet.